# Thamnium variifolium
Thamnium variifolium är en bladmossart som först beskrevs av Welwitsch och Jean Étienne Duby, och fick sitt nu gällande namn av Gepp in Hiern 1901. Thamnium variifolium ingår i släktet Thamnium och familjen Neckeraceae. Inga underarter finns listade i Catalogue of Life.